# Abaševo
Abaševo (in russo Абашево?, in ciuvascio Апаш) è un centro abitato della Russia, presso Čeboksary, in Ciuvascia, toponimo da cui deriva la denominazione di Cultura di Abaševo, una facies culturale della media età del bronzo diffusa nella regione del Volga.
La località si trova lungo la strada M7 e nel suo territorio si trova l'insediamento archeologico che ha dato il nome alla cultura omonima.